# Docalidia elliotti
Docalidia elliotti är en insektsart som beskrevs av Nielson 1979. Docalidia elliotti ingår i släktet Docalidia och familjen dvärgstritar. Inga underarter finns listade i Catalogue of Life.